# Park Narodowy Old Oyo
Park Narodowy Old Oyo (ang. Old Oyo National Park) – park narodowy w Nigerii, na północ od miasta Ibadan, o powierzchni 2512 km². Powstał w 1991 roku. Południowa część parku zawiera otwartą przestrzeń leśną, a najbardziej na północ wysuniętym obszarem jest sawanna, gdzie natrafiono na ruiny budowli z okresu państwa Oyo. Trwająca od listopada do kwietnia pora sucha jest najlepszym okresem do obserwacji dzikiego życia na terenie parku, mimo niewielkiej populacji zwierząt. Najpowszechniejszym przedstawicielem fauny jest kob żółty, zamieszkujący rozlewiska rzeki Ogun, która rozpoczyna swój bieg na terenie parku. Rzeka ta zapewnia także dużą różnorodność ptaków.